# Skibienko
Skibienko – osada w Polsce położona w województwie zachodniopomorskim, w powiecie koszalińskim, w gminie Sianów, nad strumieniem Rowianką, przy drodze wojewódzkiej nr 203. Osada wchodzi w skład sołectwa Skibno.
Według danych z 30 czerwca 2003 r. osada miała 35 mieszkańców.
W latach 1975–1998 miejscowość administracyjnie należała do województwa koszalińskiego.